# Upper Helmsley
Upper Helmsley is een civil parish in het bestuurlijke gebied Ryedale, in het Engelse graafschap North Yorkshire. In 2001 telde het dorp 38 inwoners.